# シモン・アスケナジ

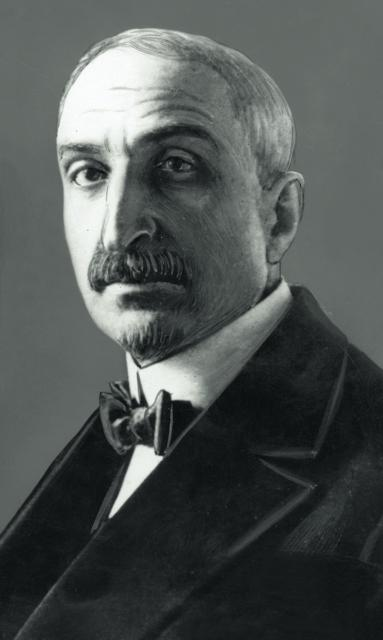
シモン・アスケナジ

シモン・アスケナジ（Szymon Askenazy, 1866年 - 1935年）はポーランドの歴史家、外交官、政治家。アスケナジ派の創始者。ロシア帝国領ポーランド（現在のシフィェンティクシシュ県）ザヴィホスト出身。
1902年からルヴフ大学（現リヴィウ大学）の教授として働き、1909年にはポーランド科学アカデミー（Polska Akademia Umiejętności）の会員へ任命された。ポーランド独立後は1920年から1923年まで国際連盟のポーランド代表に選ばれた。
彼の研究は18世紀から19世紀にかけてのポーランドの政治・経済に焦点を当て、ルヴフ・ワルシャワ歴史学派の土台を形作った。近代ポーランド国家の形成において分割時代の重要さを強調した最初の歴史家である。
国家の歴史をその社会的経済的発展と国際的・外交的な背景を通して記述するという彼のやり方は現在のポーランド史研究に大きな影響を残している。

## 著書
- Książę Józef Poniatowski 1763-1813, (Lwów, 1905)
- Rosja - Polska 1815-1830, (Lwów, 1907)
- Łukasiński, (Lwów, 1908)
- Napoleon a Polska, (Warszawa, 1918-19)
- Przymierze polsko-pruskie, (Warszawa, 1918)
- Gdańsk a Polska, (Warszawa, 1919)